# Jürgen Karthe

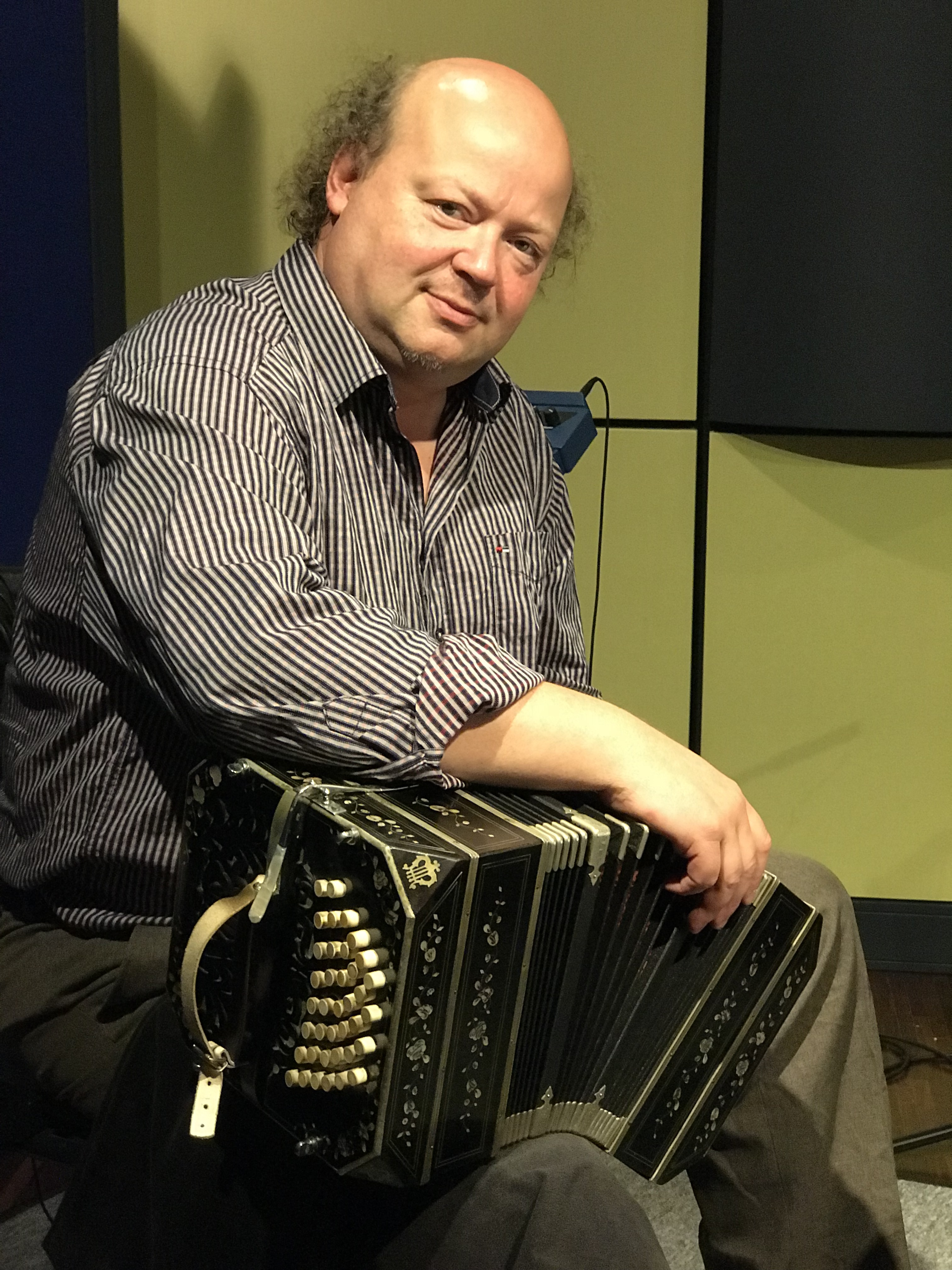
Jürgen Karthe 2018

Jürgen Karthe (* 17. September 1964 in Leipzig) ist ein deutscher Bandoneonspieler, Komponist und Fachbuchautor.

## Leben
Jürgen Karthe absolvierte zunächst eine technische Berufsausbildung. Nach der Wende beschäftigte er sich intensiv mit Musik und wurde Berufsmusiker. Zunächst spielte er verschiedene Instrumente in Folkloregruppen und im Marionettentheater und komponierte Theater- und Filmmusik. 1994 wechselte er vom Akkordeon zum Bandoneon, dem typischen Instrument des Tango Argentino, welches in Fabriken im erzgebirgischen Carlsfeld vor allem von Alfred Arnold mit dem Signum des doppelten A, alias Doble-A, gebaut und weltberühmt gemacht wurde. Karthe nahm Unterricht im Bandoneonspiel bei Aufenthalten in Buenos Aires und am Konservatorium in Rotterdam. Seine Lehrer waren u. a. Rene Marino Rivero, Nestor Vaz und Néstor Marconi. Sein Spiel ist beeinflusst von Aníbal Troilo, Ciriaco Ortiz und Osvaldo Pugliese. Er ist Leiter des Tangoensembles Cuarteto Bando, spielt im Duo Tango Amoratado mit Fabian Klentzke am Klavier, im Duo Karras mit Leandro Raszkewicz an der Konzertgitarre, komponiert und arrangiert Tangos. 2011 gründete er das GRAN ORQUESTA DE TANGO CARAMBOLAGE, in seiner Größe in Europa einmalig, mit 8 Bandoneons, 10 Violinen, Klavier, Kontrabass, Tuba und Gesang mit dem Ziel, dem originalen Klang der alten argentinischen Tango-Orchester wiederzubeleben.
Karthe spielte in diversen Tangoshows mit, war und ist Solist bei öffentlichen Aufführungen der Misa a Buenos Aires und dem Tangooratorio" "La Creacion" (deutsche Erstaufführung im Mai 2025 in Chemnitz) von Martín Palmeri, der Oper Aufstieg und Fall der Stadt Mahagonny, der "Dreigroschenoper" und "Puntila" von Kurt Weill, des Konzerts für Bandoneon, Gitarre & Orchester und dem Concerto de Bandoneon (Aconcagua) von Astor Piazzolla. Er spielte mit Musikern des Gewandhausorchester Leipzig, dem Münchner Symphonikern, der Staatskapelle Dresden, sowie dem Orchester des Staatstheaters Cottbus.
Neben seiner ausgedehnten Konzerttätigkeit setzt sich Karthe auch durch wissenschaftliche Veröffentlichungen und Interviews für die Renaissance des Bandoneons ein. Als Bandoneon-Lehrer trägt er dazu bei, dass das Bandoneonspiel in Deutschland auch an Musikschulen gelehrt wird. 2025 beteiligte er sich mit mehreren Auftritten bei Aktionen der Stadt Chemnitz als derzeitige Kulturhauptstadt Europas.

## Schriften
- Von der Concertina zum Bandonéon: Chemnitz - die Wiege des Bandonéons, Papageno-Marketing GmbH, Chemnitz 2024, EAN 426007771113, ISBN 978-3-98130163-2
- Mein erstes Jahr mit dem Bandoneon: Bandoneonschule für Anfänger (142-tönig), Papageno-Marketing GmbH, Chemnitz 2025; as-f1114, ISBN 978-3-9813016-4-9

## Aufnahmen

### Film und Filmmusik
- Mythos B.: Auf den Spuren des Bandoneons Dokumentarfilm im MDR Fernsehen Leipzig 1997, VHS Video 30 min
- Abschied vom alten Dresden Filmmusik zum Dokumentarfilm, Balance-Film, Dresden 1998, VHS Video 30 min
- Tango Mortifero Kriminalfilm, Elb TV, Hamburg 2001

### CD-Produktionen
- Die Kranichfeder, Klangwerk C, Leipzig, CD-Hörbuch 1998
- California Impressions - Titel - Valencia Street, CD, Detlef Bunk, Dresden 1999
- Reliqiuas Portenas / Tango Andorinha Sextett, CD, Label unicornio, 2000
- Tangogeschichten CD-Hörbuch, Cybele Records, Düsseldorf 2004
- Yasemin Yagmurlari CD, Titel - Peradaki Asklar, Türkei 2005
- Tango Amoratado, Auris-Subtilis, CD, PAPAGENO-Marketing GmbH, Chemnitz 2005
- Rey de Bailongo / Sexteto Andorinha y Sergio Gobi (Gesang), CD, D 2006
- Tango A Tango / Cuarteto Bando, Auris-Subtilis, CD, D/2007 PAPAGENO-Marketing GmbH, Chemnitz 2007
- Tango Amoratado / Romantica, CD,  Auris Subtilis, PAPAGENO-Marketing GmbH, Chemnitz 2008, UPC/EAN: 4260077710318
- Reflexion del Tango / Cuarteto Bando, Auris-Subtilis, CD, D/2007 PAPAGENO-Marketing GmbH, Chemnitz 2011
- Gran Orquesta de Tango Carambolage, CD, mg-audio, Mannheim 2013
- El corazon als sur / Tango Amoratado y Sergio Gobi, CD, Auris-Subtilis, D/2007 PAPAGENO-Marketing GmbH, Chemnitz 2013
- Vamos Amigos / Gran Orquesta de Tango Carambolage, CD, mg-audio, Mannheim 2015
- Vom Erzgebirge nach Buenos Aires Das Bandoneon erzählt seine Geschichte, CD-Hörbuch, Goldmund Hörbücher, Dresden 2018
- Tango y algo mas / Duo Karras Label, CD, Quite Audio, Dresden 2019
- Konzert für Bandoneon, Gitarre & Orchester von Astor Piazzolla, Live-CD Gewandhaus Leipzig, 2/2020
- Che, Buenos Aires / Gran Orquesta de Tango Carambolage, Vinyl-LP, RSD Produktion Dresden 2023